# الدوري الشمالي الممتاز 2015–16
الدوري الشمالي الممتاز 2015–16 هو موسم من دوري الشمال الممتاز ‏. كان عدد الأندية المشاركة فيه 68، وفاز فيه نادي دارلينغتون لكرة القدم.